# Кинопоиск
Кинопоиск (рус. Кинопоиск, портманто од „кино“ и „претраге“) јесте руска онлајн база података о филмовима, ТВ емисијама укључујући глумце, продукцијски тим, биографије, резимее радње, оцене и критике. Од 2018. године (као КиноПоиск ХД ) доступан је и сервис за стримовање видеа на захтев са неколико хиљада филмова, ТВ серија, цртаних филмова, укључујући премијере и ексклузивне.
Кинопоиск је 2013. године купио Јандекс, једна од највећих руских ај-ти компанија. Током 2015. је реализован потпуни редизајн изгледа портала. Међутим, нови дизајн је наишао на јаке критике и корисника и медија због инфериорне функционалности и споријег времена учитавања. У року од четири дана Јандек је вратио сајт у претходни дизајн. Након тога, постепено су се уводиле нове промене дизајна.
То је један од најпопуларнијих филмских портала на Рунету. Сајт има 93 милиона посета месечно. Међу сајтовима посвећеним филмовима, заузима 3. место у свету по промету, након портала ИМДб и кинеског Доубан-у.
Као и ИМДБ, сајт има листу од 250 најбољих филмова засновану на оценама корисника.
До 2020-их, Кинопоиск је постао главни руски сервис за стримовање и отпочео је продукцију сопствених филмова и ТВ серија, пре свега Аетерна, Последњи министар, Други и Корол и Шут.